# Vịt om sấu
Vịt om sấu là món một ăn đặc trưng ở miền Bắc Việt Nam, thường được làm vào mùa hè. Món ăn là sự kết hợp giữa hương vị của những quả sấu và thịt vịt béo ngậy, ăn mềm mà không ngán. Nguyên liệu của món ăn gồm có vịt, quả sấu, rau rút, khoai sọ, kèm theo các loại gia vị như chanh, muối, đường, gừng, hành củ, hành lá, sả, tỏi và giềng (không bắt buộc).

## Chế biến
Đầu tiên, người ta sơ chế các nguyên liệu như rau rút, hành lá, xả, gừng, tỏi, hành củ, khoai sọ..., sau đó đem rửa sạch.
Với thịt vịt, khi mua về thì bóp với muối, rửa lại cho sạch, sau đó cắt nửa quả chanh xát lại phần da của vịt cho sạch mùi, dùng kéo hoặc dao chặt vịt thành từng miếng nhỏ như bao diêm. Sau đó, thịt vịt ướp với hành củ, gừng, tỏi, xả... băm nhỏ, 1 thìa café muối, nửa thìa café đường, ướp trong khoảng 20-30 phút cho vịt ngấm gia vị.
Sau khi đã ướp đủ thời gian, đem thịt vịt xào cho chín sơ. Tiếp theo, thêm nước vừa đủ dùng, đậy vung, đun sôi, hớt bọt nếu có để nước dùng trong. Cho sấu vào nước dùng và ninh nhỏ lửa. Nấu trong khoảng 30 phút hoặc đến khi thử thấy vịt bắt đầu mềm thì thêm khoai sọ, tiếp tục đun cho đến khi khoai sọ bở thì thêm rau rút vào, nêm nếm lại vừa miệng thì tắt bếp.
Món ăn này rất dễ nấu và ngon, thường được dùng với cơm hoặc bún.